# Zlatna kolekcija
Zlatna kolekcija naziv je skupine izdanja koju od 2004. godine izdaje hrvatska diskografska kuća Croatia Records.
Ova edicija svojevrsana je retrospektiva najvećih hitova najznačajnijih izvođača koji su svoje albume izdali pod etiketom nekadašnjeg Jugotona i današnjeg nasljednika Croatia Records. Prva dva albuma ove edicije su kompilacije hitova Vladimira Kočiša - Zeca i Tajči objavljena su u studenom 2004. godine i do danas je objavljeno ukupno 60 Zlatnih kolekcija:
| 2004. - Zlatna kolekcija (Inventura) - Vladimir Kočiš Zec - studeni 2004. - Zlatna kolekcija - Tajči - studeni 2004. - Zlatna kolekcija - Zorica Kondža - prosinac 2004. - Zlatna kolekcija - Crvena jabuka - prosinac 2004. - Zlatna kolekcija - Massimo - prosinac 2004. | 2005. - Zlatna kolekcija - Meri Cetinić - siječanj 2005. - Zlatna kolekcija - Boris Novković - srpanj 2005. - Zlatna kolekcija - Radojka Šverko - kolovoz 2005. - Zlatna kolekcija - Latino - kolovoz 2005. - Zlatna kolekcija - Gazde - rujan 2005. - Zlatna kolekcija - Goran Karan - listopad 2005. | 2006. - Zlatna kolekcija - Gabi Novak - veljača 2006. - Zlatna kolekcija - Krunoslav Kićo Slabinac - svibanj 2006. - Zlatna kolekcija - Klinci s Ribnjaka - svibanj 2006. - Zlatna kolekcija - Hari Mata Hari - kolovoz 2006. - Zlatna kolekcija - Danijela Martinović - kolovoz 2006. - Zlatna kolekcija - Šima Jovanovac - rujan 2006. - Zlatna kolekcija - Željko Bebek - studeni 2006. |
| 2007. - Zlatna kolekcija - Jasna Zlokić - svibanj 2007. - Zlatna kolekcija - Tutti Frutti Band - svibanj 2007. - Zlatna kolekcija - Kemal Monteno - svibanj 2007. - Zlatna kolekcija - Milo Hrnić - svibanj 2007. - Zlatna kolekcija - Maja Blagdan - svibanj 2007. - Zlatna kolekcija - Duško Lokin - srpanj 2007. - Zlatna kolekcija - Mladen Grdović - srpanj 2007. - Zlatna kolekcija - Mali raspjevani Dubrovnik - srpanj 2007. - Zlatna kolekcija - Lidija Percan - srpanj 2007. - Zlatna kolekcija - Zlatni dukati - kolovoz 2007. - Zlatna kolekcija - Najbolji hrvatski tamburaši - kolovoz 2007. - Zlatna kolekcija - Jasmin Stavros - kolovoz 2007. - Zlatna kolekcija - Siniša Vuco - listopad 2007. - Zlatna kolekcija - Ivan Mikulić - studeni 2007. - Zlatna kolekcija - Božić dolazi - razni izvođači - studeni 2007. - Zlatna kolekcija - Jole - studeni 2007. | 2008. - Zlatna kolekcija - Vinko Coce - siječanj 2008. - Zlatna kolekcija - Klapa Bonaca - svibanj 2008. - Zlatna kolekcija - Pro arte - svibanj 2008. - Zlatna kolekcija - Dražen Žanko - svibanj 2008. - Zlatna kolekcija - Đani Maršan - lipanj 2008. - Zlatna kolekcija - Alen Slavica - lipanj 2008. - Zlatna kolekcija - Dubrovački trubaduri - listopad 2008. - Zlatna kolekcija - Ksenija Erker - listopad 2008. - Zlatna kolekcija - Džo Maračić - studeni 2008. - Zlatna kolekcija - Boris Ćiro Gašparac - prosinac 2008. - Zlatna kolekcija - Dalibor Brun - 2008. - Zlatna kolekcija - Zvonko Bogdan - prosinac 2008. | 2009. - Zlatna kolekcija - Duško Jaramaz - ožujak 2009. - Zlatna kolekcija - Zdenka Kovačiček - ožujak 2009. - Zlatna kolekcija - Matko Jelavić - travanj 2009. - Zlatna kolekcija - Đurđica Barlović - travanj 2009. - Zlatna kolekcija - Zdravko Škender - travanj 2009. - Zlatna kolekcija - Luka Balvan - travanj 2009. - Zlatna kolekcija - Ivo Fabijan - travanj 2009. - Zlatna kolekcija - Tina i Nikša - travanj 2009. - Zlatna kolekcija - Slavonske Lole - svibanj 2009. - Zlatna kolekcija - Stijene - lipanj 2009. - Zlatna kolekcija - Mirko Cetinski - lipanj 2009. - Zlatna kolekcija - Grupa 777 - lipanj 2009. - Zlatna kolekcija - Hari Rončević - srpanj 2009. - Zlatna kolekcija - Ana Štefok - kolovoz 2009. - Zlatna kolekcija - Najljepše domoljubne - razni izvođači - kolovoz 2009. |
| 2010. - Zlatna kolekcija - Ivo Pattiera - ožujak 2010. - Zlatna kolekcija - Neki to vole vruće - lipanj 2010. - Zlatna kolekcija - Nenad Vetma - kolovoz 2010. - Zlatna kolekcija - Alen Vitasović - rujan 2010. | 2011. - Zlatna kolekcija - Marko Novosel - veljača 2011. - Zlatna kolekcija - Stjepan Stanić - veljača 2011. - Zlatna kolekcija - Drago Diklić - veljača 2011. - Zlatna kolekcija - Zvonko Špišić - ožujak 2011. - Zlatna kolekcija - Darko Domijan - srpanj 2011. - Zlatna kolekcija - The best of zlatna kolekcija 2 - razni izvođači - srpanj 2011. - Zlatna kolekcija - Baruni - listopad 2011. | |